# Кім Мінджу
Кім Мінджу (кор.: хангиль: 김민주, ханча: 金玟周, англ. Kim Min-ju, нар. 5 лютого 2001) — південнокорейська акторка, колишня співачка та ведуча. Найбільше вона відома як колишня учасниця корейсько-японського гурту IZ*ONE, посівши 11 місце на шоу на виживання Produce 48, представляючи Urban Works. Її акторська кар'єра керується агентством Management Soop та з'явилася в «Спокусник» (2018), «Це не ваша провина» (2019), «Шлюб під забороною» (2022–2023) та «Почуй мене: Наше літо» (2024).

## Біографія

### Ранні роки та початок кар'єри
Кім Мінджу народилася 5 лютого 2001 та має молодшу сестру та старшого брата. Вона відвідувала Сеульську старшу школу виконавського мистецтва та завершила навчання у лютому 2020. У 2016 була частиною переддебютного дівочого гурту «Girls' Recipe», чий дебют повністю було скасовано того ж року. До участі в реаліті-шоу на виживання Produce 48 про створення дівочого гурту, вона з'явилася як акторка в музичних відео та корейських драмах, зокрема в телесеріалі 2018 каналу MBC, «Спокусник», де зобразила роль молодої Чхве Суджі (Мун Га Йон).

### 2018–2021:Produce 48, IZ*ONE та сольна діяльність

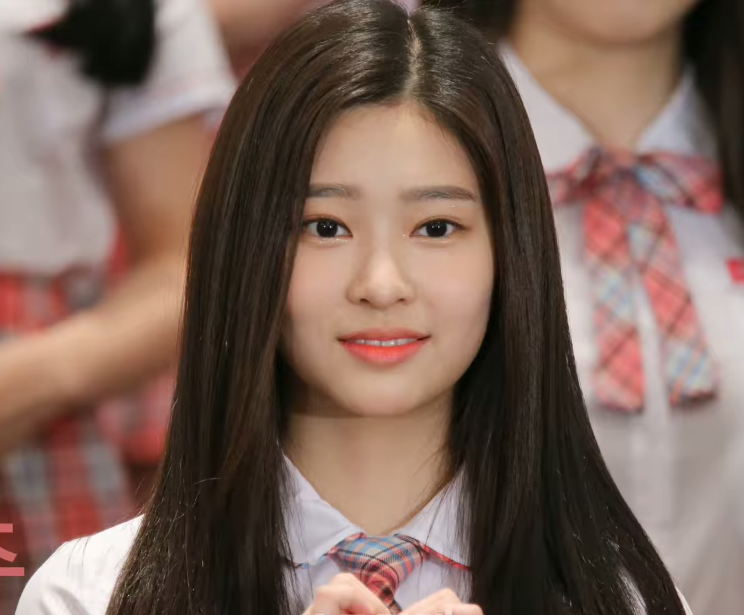
Кім з іншими конкурсатами Produce48 у червні 2018

З червня по серпень 2018 Кім Мінджу представляла Urban Works у телешоу Produce 48. У фінальній серії вона врешті посіла одинацяте місце, а тому потрапила до фінального дебютного складу, Iz*One. 29 жовтня 2018 офіційно дебютувала як член гурту з випуском їхнього першого мініальбому Color*Iz.
У 2019 Кім знялася у фільмі «Це не ваша провина», прем'єра якого відбулася у травні на 20-му Міжнародному кінофестивалі у Чонджу. Його було знято до її появи в Produce 48.
У червня 2020 Мінджу обрали як співведучу південнокорейської музичної програми Show! Music Core.

### 2021–донині: Сольна кар'єра, повернення до акторської кар'єри та нове агентство
Після розпаду Iz*One 29 квітня 2021, Кім повернулася до Urban Works. 7 жовтня її компанія офіційно оголосила, що вона буде просуватися як акторка.
1 вересня 2022 Мінджу покинула Urban Works та підписала контракт з Management Soop. У тому ж році вона зіграла в історичній драмі «Шлюб під забороною», яка є адаптацією однойменного вебтуну. За свою роль в ньому акторка отримала нагороду «Найкраща нова акторка» на Премія MBC за акторську гру 2022.

## Дискографія

### Сингли

#### Поява в саундтреках
| Назва                    | Рік  | Альбом                     |
| ------------------------ | ---- | -------------------------- |
| «Christmas» (크리스마스) | 2019 | The Fault Is Not Yours OST |

#### Поява як гості
| Назва          | Рік  | Інший(і) артист(и) | Альбом            |
| -------------- | ---- | ------------------ | ----------------- |
| «Falling Star» | 2018 | Кріша Чу           | Dream of Paradise |

### Як авторка пісень
Усе авторство пісень взято з бази даних Корейської музучної асоціації авторського права, якщо не зазначено інше.
| Рік  | Пісня                           | Альбом        | Артист | Коментарі          |
| ---- | ------------------------------- | ------------- | ------ | ------------------ |
| 2019 | "Really Like You"               | Heart*Iz      | Iz*One | як авторка текстів |
| 2019 | «Neko ni Naritai (Korean Ver.)» | Heart*Iz      | Iz*One | як авторка текстів |
| 2019 | «Love Bubble»                   | Vampire       | Iz*One | як авторка текстів |
| 2020 | «You & I»                       | Bloom*Iz      | Iz*One | як авторка текстів |
| 2020 | «With*One»                      | Oneiric Diary | Iz*One | як авторка текстів |

## Фільмографія

### Фільми
| Рік  | Назва                   | Роль     | Прим.         |
| ---- | ----------------------- | -------- | ------------- |
| 2019 | «Це не ваша провина»    | Суйон    | [ 12 ] [ 13 ] |
| 2024 | «Почуй мене: Наше літо» | Со Ґаиль | [ 20 ]        |

### Телесеріали
| Рік       | Назва                          | Роль                | Мережа | Прим.  |
| --------- | ------------------------------ | ------------------- | ------ | ------ |
| 2018      | «Спокусник»                    | Чхве Суджі (молода) | MBC    | [ 7 ]  |
| 2022–2023 | «Шлюб під забороною»           | Ан Джайон / Чханьон | MBC    | [ 21 ] |
| 2024      | «Зв'язок»                      | О Юнджін (молода)   | SBS    | [ 22 ] |
| 2025      | «Старшокласник під прикриттям» | Лі Єна              | MBC    | [ 23 ] |

### Вебсеріали
| Рік  | Назва               | Роль                | Коментарі        | Мережа          | Прим.  |
| ---- | ------------------- | ------------------- | ---------------- | --------------- | ------ |
| 2016 | «Безсмертна богиня» | Вампір              | Камео (серія 2)  | Naver TV        | [ 6 ]  |
| 2019 | «Вісімнадцять 2»    | Працівник ресторану | Камео (серія 11) | Playlist Studio | [ 24 ] |

### Телешоу
| Рік       | Назва                           | Роль                        | Коментарі                          | Мережа | Прим.         |
| --------- | ------------------------------- | --------------------------- | ---------------------------------- | ------ | ------------- |
| 2018      | Produce 48                      | Конкурсантка                | Посіла 11-те місце у фіналі        | Mnet   | [ 2 ] [ 3 ]   |
| 2019      | «Щасливі разом»                 | Особлива ведуча             | з Чан Воньон                       | KBS2   | [ 25 ]        |
| 2020–2023 | Show! Music Core                | Ведуча                      | з Чхані, Хьонджіном, Джон'у, Лі Но | MBC    | [ 14 ] [ 26 ] |
| 2021      | «Де — це моє місце призначення» | Учасниця акторського складу |                                    | MBC    | [ 27 ]        |

### Вебшоу
| Рік  | Назва              | Роль   | Коментарі    | Мережа  | Прим.  |
| ---- | ------------------ | ------ | ------------ | ------- | ------ |
| 2021 | «Зробіть красивим» | Ведуча | з Сандра Пак | OnStyle | [ 28 ] |

### Поява у музичних відео
| Рік  | Назва пісні        | Артист   | Прим. |
| ---- | ------------------ | -------- | ----- |
| 2016 | «#WYD (오늘 모해)» | iKon     | [ 8 ] |
| 2017 | «Trouble»          | Кріша Чу | [ 8 ] |
| 2018 | «Like Paradise»    | Кріша Чу | [ 8 ] |

### Сольна фотокниги
| Рік  | Назва                                            | Видавець                             | Каталог №/EAN                   | Коментарі                       | Прим.  |
| ---- | ------------------------------------------------ | ------------------------------------ | ------------------------------- | ------------------------------- | ------ |
| 2021 | Kim Min-ju 1st Photobook [Pro Memoria]           | Urban Works, Kakao Entertainment     | L200002325 (EAN: 8804775250378) | Перша сольна фотокнига          | [ 29 ] |
| 2023 | Kim Min-ju 1st Present [ALL MY FAVES]            | Management SOOP, Kakao Entertainment | 1544–4205                       | Друга сольна фотокнига          | [ 30 ] |
| 2024 | Kim Min-ju 2024 Season's Greetings 문득 Anywhere | Management SOOP                      | 1000004433                      | Перше сольне сезонне привітання | [ 31 ] |

## Нагороди та номінації
| Нагорода                    | Рік  | Категорія                  | Номінант / робота    | Результат | Прим.         |
| --------------------------- | ---- | -------------------------- | -------------------- | --------- | ------------- |
| Розважальна премія MBC      | 2020 | Нагорода «Новачок» (жінки) | Show! Music Core     | Номінація | [ 32 ] [ 33 ] |
| Розважальна премія MBC      | 2021 | Нагорода «Новачок» (жінки) | Show! Music Core     | Номінація | [ 34 ]        |
| Премія MBC за акторську гру | 2022 | Найкраща нова акторка      | «Шлюб під забороною» | Перемога  | [ 35 ]        |
| Премія SBS за акторську гру | 2024 | Найкраща нова акторка      | «Зв'язок»            | Перемога  | [ 36 ]        |

### Державна нагорода
| Країна або організація        | Рік  | Пошана або нагорода                              | Прим.  |
| ----------------------------- | ---- | ------------------------------------------------ | ------ |
| Newsis K-Expo Cultural Awards | 2022 | Нагорода від Директора Сеульського фонду туризму | [ 38 ] |

### Рейтингові списки
| Видавець    | Рік  | Список                     | Місце    | Прим.  |
| ----------- | ---- | -------------------------- | -------- | ------ |
| Cine Rewind | 2020 | Особлива нова акторка року | Включено | [ 39 ] |